# Svečana misa
Svečana misa (lat. missa solemnis) je potpuni ceremonijalni oblik mise, pretežno povezan s tridentskom misom koju slavi svećenik s đakonom i subđakonom. Zahtijeva pjevanje većine dijelova mise i uporabu kadila s tamjanom.
Ovi je pojmovi razlikuju od »niske mise« i »pjevane mise« (missa cantata). Dijelovi dodijeljeni đakonu i subđakonu često obavljaju svećenici u ruhu koje odgovara tim ulogama. Svečana misa koju slavi biskup ima svoje posebne ceremonije i naziva se svečanom pontifikatskom misom. Unutar rimskog obreda, povijest svečane mise seže do 7. stoljeća u Gregorijanskom sakramentariju i Ordo Romanus Primus, nakon čega je uslijedilo nekoliko stoljeća prilagođavanja ovih pontifikalnih liturgija. Na kraju, širenje više župnih crkava unutar istih gradova dovelo je do daljnje prilagodbe ovih liturgija kako bi ih prosječni svećenik mogao slaviti. Do 13. stoljeća, mise s obredom koji je više slijedio obred papinskih liturgija identificirane su kao "svečane mise" za razliku od jednostavnijih "tihih misa". Od proglašenja Rimskog Misala iz 1969., veliki dio ceremonijala svečane mise služi se još jedino u okviru tridentske mise.